# Гульч (герб)
Гульч (пол. Golc, Gulcz) — польский дворянский герб.

## Описание
В голубом поле три золотые лилии, разделенные золотым стропилом острием вверх так, что две из них по бокам, а третья внутри его. На шлеме видна девица с отрубленными до плеч руками, и на голове у неё три веретена, обмотанные нитками.
Герб этот принесен из Пруссии. В некоторых гербах стропило имеет обратное положение, то есть острием вниз, так что одна лилия помещена вверх, а две внизу.

## Герб используют
4 родаGolc, Golcz, Goltz, Gulcz